# جان جاك بارتليمي
جان جاك بارتليمي (بالفرنسية: Jean-Jacques Barthélemy)‏ (20 يناير 1716 - 30 أبريل 1795) عالم فرنسي، أصبح  أول شخص يفك رموز لغة منقرضة. حيث قام بفك رموز الأبجدية التدمرية عام 1754 والأبجدية الفينيقية عام 1758 عبر قرأته للنقش على سيبوس ملقرت.

## النشأة
وٌلِدَ في كاسي في بروفنس، وبدأ دراساته الكلاسيكية في كلية الخطابة في مرسيليا . درس الفلسفة واللاهوت في كلية اليسوعيين، وأخيرًا بمعهد لاهوت اللعازاريين. أثناء دراسته للكهنوت، الذي كان ينوي الانضمام له، كرّس اهتمامًا كبيرًا للغات الشرقية ، وعرفه صديق له على دراسة الآثار الكلاسيكية، وتحديداً علم العملات. 

## حياته العملية

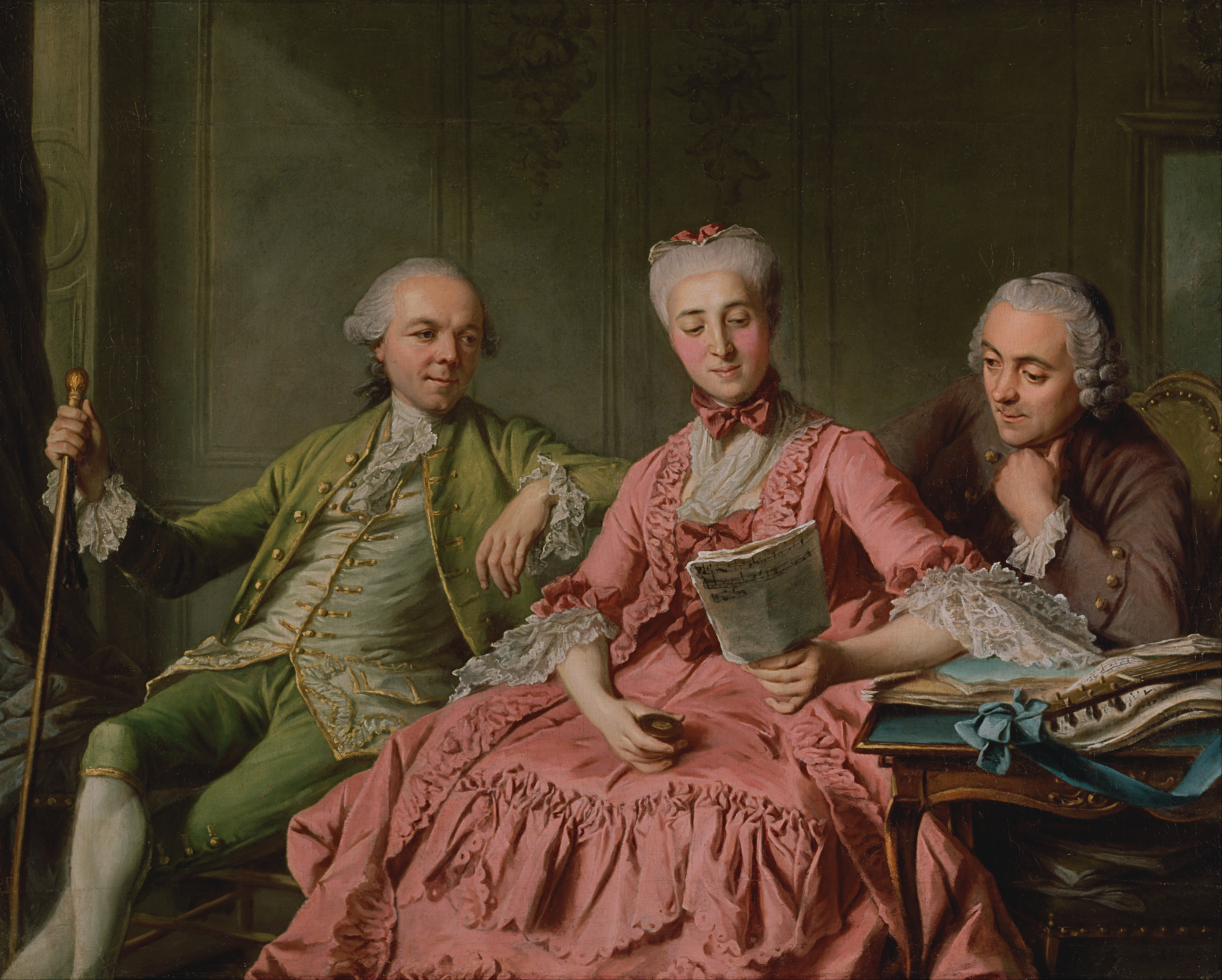
دوق دي شواسول، مع مدام دي بريون والأب بارتليمي (على اليمين)، حوالي عام 1775.

ذهب إلى باريس عام 1744 برسالة تعريف لكلود جروس دي بوز، السكرتير الدائم لأكاديمية النقوش والآداب وحارس مجموعة الأوسمة الملكية. أصبح مساعدًا لدي بوز وفي عام 1753 خلفه في منصبه، وظل فيه حتى إندلاع الثورة الفرنسية. خلال فترة ولايته، ضاعف حجم مجموعة الأوسمة تقريبًا.
رافق السفير الفرنسي إيتان دي شواسيول إلى إيطاليا عام 1755، حيث أمضى ثلاث سنوات في البحث الأثري. كان شواسيول ينظر باحترام كبير لبارتليمي، وعند عودته إلى فرنسا، أصبح بارتليمي مقيماٌ في منزله، حيث غمره بالرعاية. اُنتخب زميلا في الجمعية الملكية في لندن في يونيو 1755. في عام 1789 ، بعد نشر روايته رحلات آناكارسيس الأصغر في اليونان، اُنتخب عضوًا في الأكاديمية الفرنسية.
أثناء الثورة، اعتقل بارتليمي (سبتمبر 1793) كأرستقراطي وحُبس في السجن لبضعة أيام. وعندما أخبرت دوقة شواسيول لجنة السلامة العامة باعتقاله حتى أصدرت الأوامر بالإفراج عنه فورًا، وفي عام 1793 رُشح كأمين للمكتبة الوطنية. لكنه رفض هذا المنصب وعاد لمنصبه القديم كحارس للأوسمة، وأثرى المجموعة الوطنية بالعديد من الإضافات القيمة. بعد أن سلبته الثورة ثروته مات فقيراً.

## مؤلفاته
- Barthélémy (1759). "Réflexions sur l'alphabet et sur la langue dont on se servoit autrefois à Palmyre (1754)". Histoire de l'Académie royale des inscriptions et belles-lettres (بالفرنسية). 26 (Académie des inscriptions et belles-lettres (France) Auteur du): 577–597, pl. I-III. Archived from the original on 2020-10-22.
- Barthélémy (1764). "Réflexions sur quelques monumens phéniciens et sur les alphabets qui en résultent (1758)". Histoire de l'Académie royale des inscriptions et belles-lettres (بالفرنسية). 30 (Académie des inscriptions et belles-lettres (France) Auteur du): 405 ff. Archived from the original on 2020-10-22.
- Barthélémy (1768). "Explication d'un bas-relief égyptien, et de l'inscription phénicienne qui l'accompagne (1761)". Histoire de l'Académie royale des inscriptions et belles-lettres (بالفرنسية). 32 (Académie des inscriptions et belles-lettres (France) Auteur du): 725 ff. Archived from the original on 2020-10-22.